# 香港民主促進會
香港民主促進會（英語：Hong Kong Democratic Foundation），是香港泛民主派一個倡議公共政策的智庫，早期曾活躍於參與香港選舉事務，但在香港主權移交後漸漸離開政壇，轉型為一智庫。民主會於1989年10月27日成立，並參與1991年立法局選舉。當時的參選人有來自專業界別，並推崇民主思想的麥理覺及梁智鴻。現時，民主會由南區區議員司馬文擔任主席一職。
香港主權移交前，民主會在政壇上十分活躍，對香港政府與北京政府也有一定影響力，直到主權移交後，他們才淡出政治台前。

## 信念
民主會以成為一個獨立、跨種族、跨文化政治智庫作為目標，並希望透過公眾力量讓政府的政策更能令社會變得開放和進步，令所有人皆能獲取社會成功的成果。
民主會的政治觀點是自由和民主的。然而，民主會在討論香港的政治發展時，則避免對中國政府產生任何批判。民主會是香港首個提倡設立競爭法的組織，這顯示民主會的經濟觀點乃是偏向自由經濟的方向。在社會方面，民主會擁有一個強力而堅實的最低工資計劃。香港金融管理局副總裁黎定得認為民主會「代表擁有民主理想的商業和專業人士，但除了支持香港傳統價值的一般聲明外，對政策的制定影響不大」。

## 歷史

### 政黨時期（1989年－1997年）
民主會於1989年10月27日成立，並在1990年1月11日正式以政黨身份開幕。當時由麥理覺及梁智鴻擔任領導人物。民主會以推崇民主思想的專業及商界人士組成，他們大多希望與較為激進的香港民主同盟保持距離。民主會在成立時，一共在立法局擁有四個議席。（麥理覺、梁智鴻、梁煒彤、陳英麟）。梁智鴻隨即擔任主席一職，直至1992年4月交予蕭健英醫生延續。1991年立法局選舉，民主會參與首屆直選立法局選舉，但只在功能組別選舉贏得兩個議席。其後，梁智鴻離開民主會，並加入匯點。但梁智鴻並未加入後來的民主黨。
1995年，民主會在麥理覺停止參與競逐商界（第一）功能界別的議席後，失去唯一的立法局議席。但在1995年10月，麥理覺被彭定康總督委任為行政局議員。雖然如此，但他留在民主會裡擔任資深會員一職，直至1997年他到加拿大展開退休生活。民主會成員大多認同麥理覺在改進該會的政治、經濟及社會服務政策上，擁有更多的影響力。

### 智庫時期（1997年至今）
民主會在1997年，在第三任主席龍家麟的領導下，全面轉型為一智庫。2015年9月，這個職位由荷蘭籍的南區區議員司馬文接任。在現時，民主會希望透過立場文件、午餐會及與政府官員會面來影響香港的政治、經濟、社會發展。而據政壇人士指出，民主會的影響力並未因不在活躍於選舉事務而減退，反而民主會無論邀請甚麼官員、局長，對方一定應約，顯示該會向來有一定政治人脈。

## 歷屆主席
1. 梁智鴻（1989年－1992年）

2. 蕭健英（1992年－1997年）

3. 龍家麟（1997年－2015年）

4. 司馬文（2015年－）

## 選舉

### 立法局選舉
| 選舉 | 民選得票 | 民選得票比例 | 地方選區議席 | 功能界別議席 | 總議席 | +/- |
| 1991 | 19,806   | 1.45%        | 0            | 2            | 2 / 60 | 1 ▼ |

### 市政局選舉
| 選舉 | 民選得票 | 民選得票比例 | 市政局議席 | 區域市政局議席 | 總議席 | +/- |
| 1995 | 1,693    | 0.30%        | 0          | 0              | 0 / 59 | 0 ━ |

### 區議會選舉
| 選舉 | 民選得票 | 民選得票比例 | 民選議席 | 委任議席 | 當然議席 | 總議席  | +/- |
| 1991 | 8,667    | 1.63%        | 3        | 0        | 0        | 3 / 441 | 3 ▲ |
| 1994 | 4,048 ▼  | 0.59% ▼      | 2        | 不適用   | 0        | 2 / 373 | 1 ▼ |

## 外部連結
- 香港民主促進會官方網站 （页面存档备份，存于）